# Oleksandra Matwijtschuk

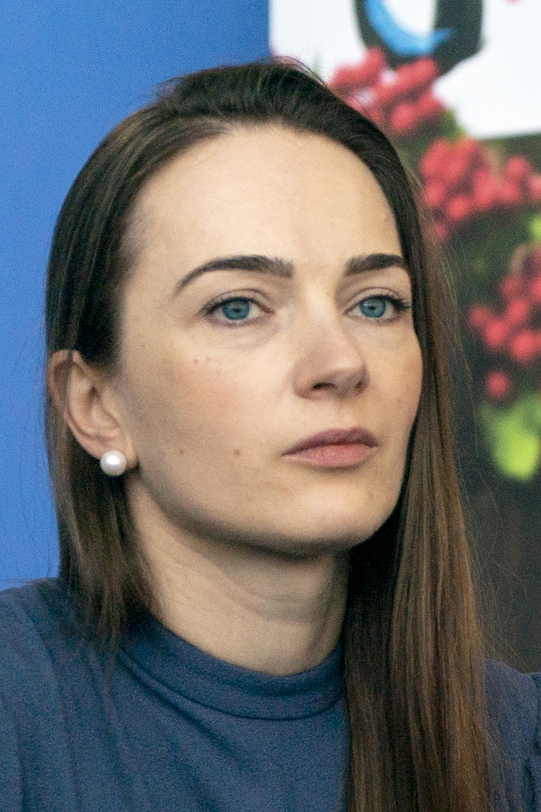
Oleksandra Matwijtschuk 2022

Oleksandra Wjatscheslawiwna Matwijtschuk  (ukrainisch Олександра В’ячеславівна Матвійчук; geboren am 8. Oktober 1983 in Bojarka, Ukrainische SSR) ist eine ukrainische Juristin, Menschenrechtsaktivistin und Vorsitzende des Center for Civil Liberties und Verwaltungsratsmitglied der International Renaissance Foundation. Ihre Arbeit zum Schutz der Menschenrechte konzentriert sich seit 2007 auf die Ukraine und die Region Eurasien. 2016 wurde sie für ihr Engagement mit dem Democracy Defender Award der Organisation für Sicherheit und Zusammenarbeit in Europa ausgezeichnet.

## Leben
Matwijtschuk wurde 1983 geboren, als die Ukraine noch Teil der UdSSR war, und hat später den Kampf ihres Landes um seine Unabhängigkeit Ende 1991 miterlebt. Sie hat einen Abschluss in Rechtswissenschaften von der Nationalen Taras-Schewtschenko-Universität in Kiew. Ursprünglich wollte sie Theaterproduzentin werden, entschied sich aber stattdessen für ein Jurastudium zum Schutz der Menschenrechte und um den Ungerechtigkeiten in ihrem Land entgegenzuwirken.

## Wirken
Ab 2007 begann sie für die die Menschenrechtsorganisation Centre for Civil Liberties (CCL) zu arbeiten. Die CCL hat zum Ziel, Menschenrechte, Demokratie und Solidarität zu fördern. Der CCL arbeitet an Gesetzesänderungen, um den demokratischen Wandel des Landes zu unterstützen und der Öffentlichkeit die Kontrolle über die Ermittlungsbehörden und der Justiz zu erleichtern. Außerdem werden Schulungsveranstaltungen für junge Menschen organisiert und Programme zur Förderung der internationalen Solidarität umgesetzt.
Matwijtschuk ist die Gründerin der globalen Initiative Euromaidan SOS, die sich für die Freilassung von illegal inhaftierten Menschen in Russland und den besetzten Gebieten auf der Krim und in der Donbass-Region einsetzt. Die Initiative wurde einen Tag nach der gewaltsamen Niederschlagung der friedlichen Demonstrationen am 29. November 2013 auf dem Unabhängigkeitsplatz Maidan in Kiew gegründet, bei der Matwijtschuk die Ausschreitungen dokumentierte. Während des Euromaidan 2013 entstand die von Matwijtschuk koordinierte Initiative Euromaidan SOS, um bei der Suche nach vermissten Demonstrierenden zu unterstützen.
Schwerpunkt ihrer Arbeit ist die Reformierung des ukrainischen Strafgesetzbuchs. Während des Euromaidans, der russischen Krim-Annexion und der russischen Militärpräsenz in der Ostukraine hat die Initiative verschiedene Menschenrechtsverletzungen wie Entführungen, Tötungen, Vergewaltigungen und Verstümmelungen während der bewaffneten Konflikte dokumentiert.
Eine weitere von Matwijtschuk initiierte Kampagne (namens Save Oleg Sentsov) war das Organisieren von Kundgebungen in mehr als 30 Ländern sowie stellen von Forderungen an die Regierungen der Länder, Druck auf Wladimir Putin auszuüben, Sentsov und 34 weitere politische Gefangene freizulassen.
Für ihren „exklusiven Beitrag zur Förderung von Demokratie und Menschenrechten“ erhielt Oleksandra Matwijtschuk 2016 den Democracy Defender Award von der Organisation für Sicherheit und Zusammenarbeit in Europa (OSZE). 2017 erhielt sie von der US-Botschaft die Auszeichnung Woman of Courage Award und nahm als erste Frau am ukrainischen Emerging Leaders Programm der Stanford-Universität in den USA teil. Ihre Arbeit spiegelt sich in zahlreichen Berichten über Gewalt gegen friedliche Demonstranten, Gewalt gegen Frauen, politische Häftlinge und über verschiedene Menschenrechtsverletzungen in der Region für verschiedene Gremien der Vereinten Nationen, wie den Europarat, die Europäische Union, die OSZE und den Internationalen Strafgerichtshof wider.
Matwijtschuk kandidierte 2021 für die Ukraine um einen Sitz im UN-Ausschuss gegen Folter.

### Hintergründe
Die Proteste, die heute als Euromaidan bekannt sind, begannen am 21. November 2013, als sich bis zu 2.000 Demonstranten auf dem Maidan Nezalezhnosti in Kiew versammelten. Mehr als 100 Menschen wurden ermordet, bevor Präsident Janukowitsch am 20. Februar 2014 abgesetzt wurde.

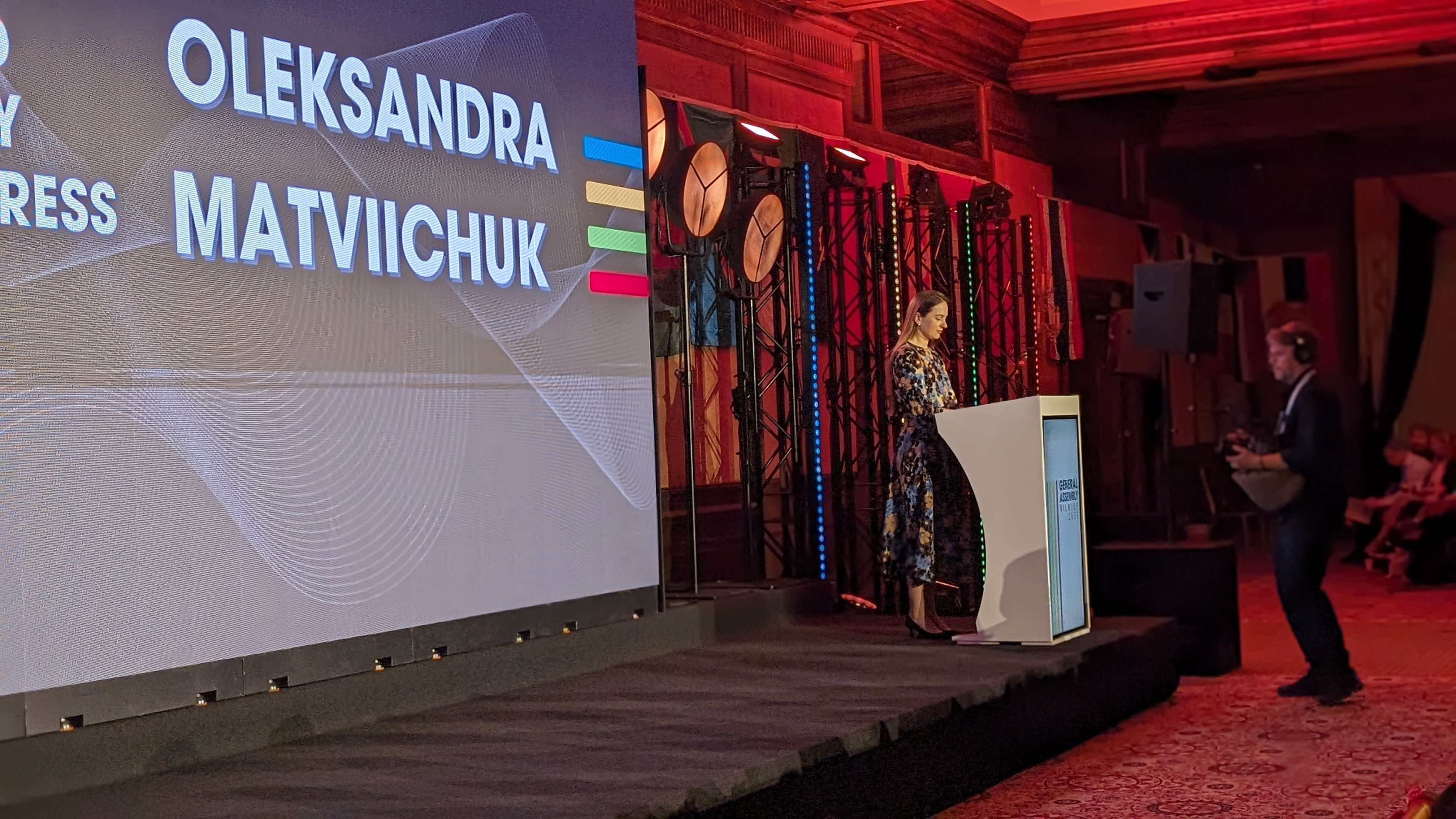

Laut Matwijtschuk Dokumentation waren im Jahr 2020 mehr als 100 Bürger der Ukraine aus politischen Gründen illegal in Russland und auf der besetzten Krim inhaftiert. Mehreren tausend weiteren Menschen wurden grundlos Verbrechen angehängt, um diese zu verhaften. In den Stützpunkten der besetzten Gebiete von Donbass waren 2020 mehr als 200 Ukrainer als Kriegsgefangene und zivile Geiseln unter unmenschlichen Bedingungen illegal inhaftiert.
Im Februar 2022 berichtete Matwijtschuk in einem Interview zum russischen Überfall auf die Ukraine 2022 in der Sunday Times, dass ukrainische Sicherheitsdienste davon ausgehen, dass etwa 300 Menschen in den besetzten Gebieten festgehalten werden. „Wir sind uns des Ausmaßes der Gewalt und der Menschenrechtsverletzungen in dieser Grauzone, in der das Gesetz überhaupt nicht existiert, nicht bewusst. Ich habe persönlich mit Hunderten von Menschen gesprochen, die geschlagen wurden, die vergewaltigt wurden, denen die Finger abgeschnitten wurden.“

„Die Ukraine ist eines der wenigen europäischen Länder, in denen Menschen erschossen wurden, weil sie mit einer EU-Flagge in der Hand für die Werte der Menschenrechte kämpften. Nachdem wir einen hohen Preis gezahlt hatten, haben wir schließlich die EU-Assoziierung unterzeichnet. Und jetzt kämpfen wir nicht nur für eine demokratische Wahl, sondern für das Recht, eine Wahl zu haben. Es ist ein Konflikt der Zivilisationen – zwischen der Demokratie und der totalitären ‚russischen Welt‘. Und die Frage ist nicht nur, was die Ukraine unter diesen Umständen tun sollte. Die Hauptfrage ist, was die demokratischen Länder tun werden, um die europäischen Werte zu schützen.“

## Auszeichnungen
Im Jahr 2015 wurde Matwijtschuk mit dem norwegischen Lindebrække-Preis für Demokratie und Menschenrechte ausgezeichnet. Der Vorsitzende der Jury und ehemalige norwegische Außenminister Jan Petersen begründete die Auswahl: „Es ist wichtig, diejenigen zu unterstützen und zu ehren, die an der Demokratiebewegung in der Ukraine beteiligt waren. Diejenigen, die Tag und Nacht gearbeitet haben, um sich für eine demokratische Entwicklung in der Ukraine einzusetzen – und später die Verbrechen auf dem Maidan zu untersuchen. Der diesjährige Empfänger des Sjur-Lindebrække-Preises für Menschenrechte der Demokratie ist eine solche Stimme.“
- 2007: Wassyl-Stus-Preis vom ukrainischen PEN Zentrum (Ukrainian Centre of PEN)[15]
- 2015: The Lindebrække prize for Human Rights and Democracy für die Initiative Center for Civil Liberties
- 2016: Democracy Defender Award von der Organisation für Sicherheit und Zusammenarbeit in Europa (OSZE) für ihren Einsatz für die Menschenrechte
- 2017: Emerging Leaders Program der Stanford-Universität in den USA
- 2017: Woman of Courage Award der US-Botschaft
- 2022: Right Livelihood Award („Alternativer Nobelpreis“)[16]
- 2022: Sacharow-Preis des Europäischen Parlaments (als Repräsentantin des ukrainischen Volkes)[17]
- 2022: 100 Women der BBC.[18]
- 2022: Friedensnobelpreis als Vertreterin von Center for Civil Liberties[19]
- 2022: Hillary Rodham Clinton Award[20]

## Publikationen (Auswahl)
Herausgeberschaften
- mit: Sergiy Zayets, Tetiana Pechonchyk, Darya Svyrydova, Olga SkrypnykThe Peninsula of Fear: Chronicle of Occupation and Violation of Human Rights in Crimea. Under the general editorship of O. Skrypnyk and T. Pechonchyk. KBC, Kyiv 2016, ISBN 978-966-2403-11-4; helsinki.org.ua (PDF; englisch)
- mit Oleksandr Pavlichenko: The Price of Freedom” - Summary of the public report of human rights organizations on crimes against humanity committed during the period of Euromaidan. 2015, ISBN 978-966-2717-13-6. issuu.com (englisch)

Beiträge
- Ukraine zwischen Angst und Hoffnung: ... und abends mit den Kindern Krieg üben[21]
- ’28 hostages of the Kremlin’: main violations and prospects for the release (2016)[22]

## Filme
- Oh, Sister! von Hanna Kopylova, 2022 online einsehbar via YouTube